# Valenciennes
Valenciennes là một xã trong vùng Hauts-de-France, thuộc tỉnh Nord, quận Valenciennes, tổng Chef-lieu của 3 tổng. Tọa độ địa lý của xã là 50° 21' vĩ độ bắc, 03° 31' kinh độ đông. Valenciennes nằm trên độ cao trung bình là 42 mét trên mực nước biển, có điểm thấp nhất là 171 mét và điểm cao nhất là 56 mét. Xã có diện tích 13,84 km², dân số vào thời điểm 1999 là 43.247 người; mật độ dân số là 3125 người/km².

## Thông tin nhân khẩu
| 1962  | 1968  | 1975  | 1982  | 1990  | 1999  | 2006  |
| ----- | ----- | ----- | ----- | ----- | ----- | ----- |
| 45379 | 46626 | 42473 | 40275 | 38441 | 41278 | 43198 |

## Các thành phố kết nghĩa
- Agrigent, Ý,
- Brioude, Pháp,
- Düren, Đức,
- Gleiwitz, Ba Lan,
- Medway, Vương quốc Anh,
- Moskau, Nga,
- Nacka, Thụy Điển,
- Obuda (Budapest), Hungary,
- Yichang, Trung Quốc,

## Nhân vật nổi tiếng
- Jean-Baptiste Carpeaux, nhà điêu khắc
- Jean Froissart, nhà thơ
- Alfred Mathieu Giard, nhà sinh vật học
- Heinrich VII (Thánh chế La Mã), hoàng đế Đức
- Claude Le Jeune, nhà soạn nhạc
- Edmond Marin La Meslée, phi công
- Jean Lefebvre, diễn viên
- Jean-Baptiste Pater, họa sĩ
- Alexandre Abel de Pujol, họa sĩ
- Pierre Richard, diễn viên
- Jean-Antoine Watteau, họa sĩ